# Бабакин, Владимир Николаевич
Влади́мир Николае́вич Баба́кин (род. 4 ноября 1956, Свердловск) — советский и российский тренер по волейболу. Заслуженный тренер РСФСР (1994), Заслуженный тренер России (1995).
Выпускник факультета физической культуры, спорта и безопасности Уральского государственного педагогического университета (1975—1979).

## Биография
Родился 4 ноября 1956 года в городе Свердловске. Первыми тренерами были выдающийся специалисты — Заслуженный тренер СССР Юрий Николаевич Филимонов и Виктор Васильевич Бобров.
Как игрок тренировался под руководством заслуженного тренера РСФСР и Казахской ССР Геннадия Михайловича Посаженникова. В период становления тренерской карьеры совместно работал с такими тренерами, как заслуженный тренер РСФСР Сорогин Николай Михайлович, заслуженный тренер РСФСР Алфёров Валерий Михайлович, с которым проработал более 15 лет.
С 1981 по 2006 год работал директором ДЮСШ № 15 г. Екатеринбурга.

### Подготовил игроков
В период работы в ДЮСШ № 15 г. Екатеринбурга
- Игорь Шулепов — Заслуженный мастер спорта СССР, (1972 г.р.)
- Валерий Горюшев — Заслуженный мастер спорта России, (1973 г.р.)
- Алексей Бовдуй — Мастер спорта России международного класса, (1977 г.р.)
- Андрей Егорчев — Заслуженный мастер спорта России, (1978 г.р.)
- Николай Апаликов — Заслуженный мастер спорта России, Чемпион Олимпийских игр (2012), (1978 г.р.)
- Сергей Латышев — Мастер спорта России международного класса, (1978 г.р.)

В период работы в клубе Нефтяник/Ярославич 2006—2008
- Максим Михайлов — Заслуженный мастер спорта России, Чемпион Олимпийских игр (2012), (с 2006—2008)
- Александр Соколов — Заслуженный мастер спорта России, Чемпион Олимпийских игр (2012), Победитель Мировой лиги (2011), Обладатель Кубка мира (2011), Победитель Лиги наций (2018), (с 2006—2008)

## Достижения

### Локомотив-Изумруд
- Чемпион России по волейболу среди мужчин 1998/1999
- Бронзовый призёр Кубка вызова ЕКВ 1998/1999
- Обладатель Кубка России по волейболу среди мужчин 1999
- Серебряный призер Чемпионата России по волейболу среди мужчин 1999/2000
- Обладатель Кубка России по волейболу среди мужчин 2000
- Серебряный призер Чемпионата России по волейболу среди мужчин 2000/2001
- Финалист Кубка Top Teams 2000/2001
- Обладатель Кубка России по волейболу среди мужчин 2001
- Серебряный призер Кубка России по волейболу среди мужчин 2002
- Бронзовый призер Чемпионата России по волейболу среди мужчин 2002/2003
- Бронзовый призер Кубка России по волейболу среди мужчин 2003
- Бронзовый призёр Кубка Европейской конфедерации волейбола (CEV) 2003/2004
- Бронзовый призер Кубка России по волейболу среди мужчин 2004

### Нефтяник/Ярославич
- 1-е место в Высшей Лиге А — Выход в Супер Лигу Чемпионата России по волейболу среди мужчин 2006/2007
- 9-е место в Супер Лиге Чемпионата России по волейболу среди мужчин 2007/2008

### Локомотив (Новосибирск)
- 6-е место в Супер Лиге Чемпионата России по волейболу среди мужчин 2008/2009
- Полуфиналист Кубка Европейской конфедерации волейбола (CEV) 2008/2009

### Кузбасс
- 8-е место в Супер Лиге Открытого чемпионата России по волейболу среди мужчин 2012/2013
- 8-е место в Супер Лиге Чемпионата России по волейболу среди мужчин 2014/2015

### Торпедо/Динамо (Челябинск)
- 2-е место в Высшей Лиге Б — Выход В Супер Лигу Открытого чемпионата России по волейболу среди мужчин 2013/2014

## Награды и звания
- Заслуженный тренер РСФСР (1994)
- Заслуженный тренер России (1995)
- Почётный знак «За заслуги в развитии физической культуры и спорта» (2003)
- Почетный знак Всероссийской федерации волейбола «За развитие волейбола в России» (2006)